# Liste des clochers-murs des Pyrénées-Atlantiques
Cet article recense les édifices religieux des Pyrénées-Atlantiques, en France, munis d'un clocher-mur.

## Liste

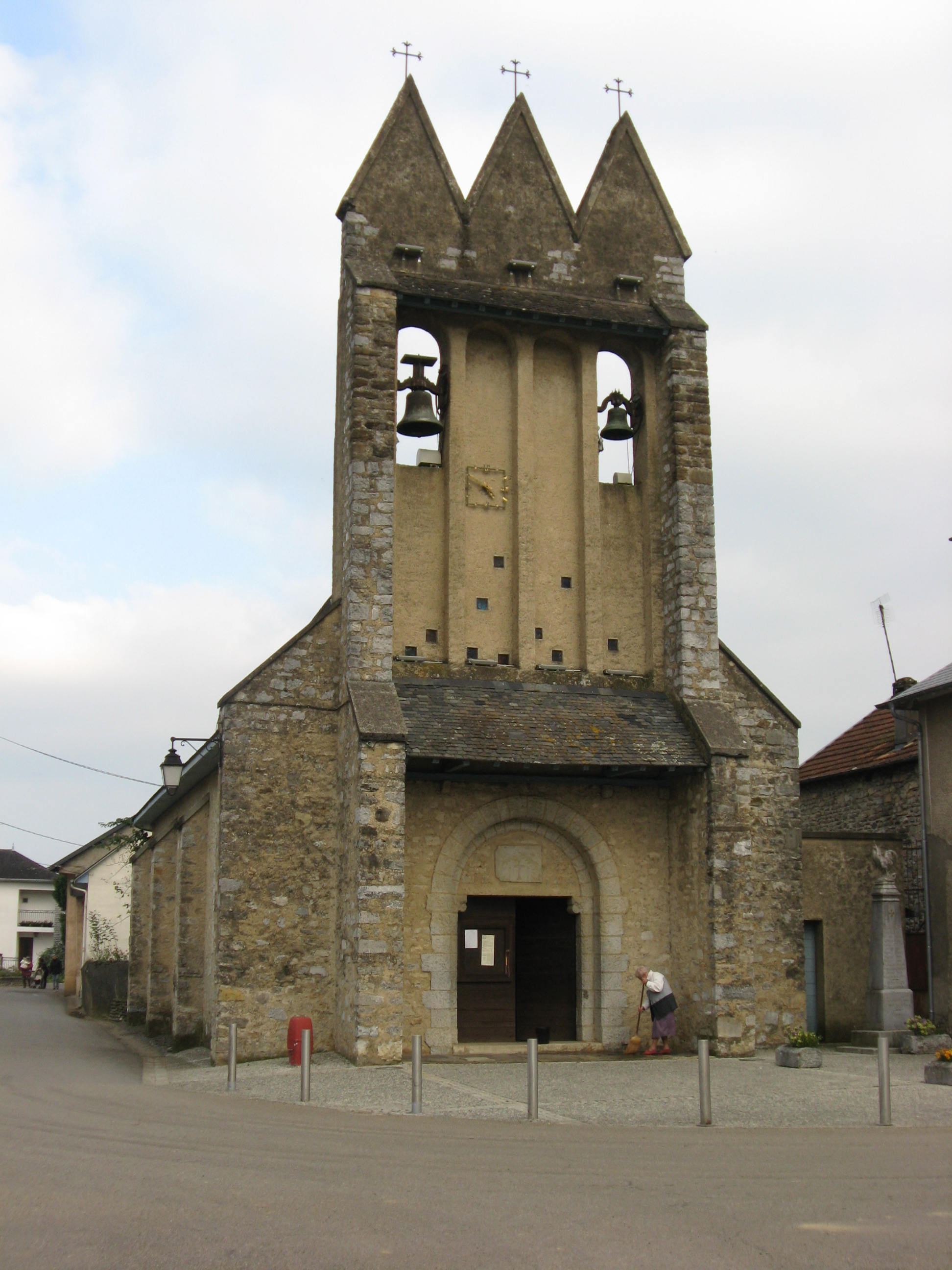
Agnos (clocher trinitaire)
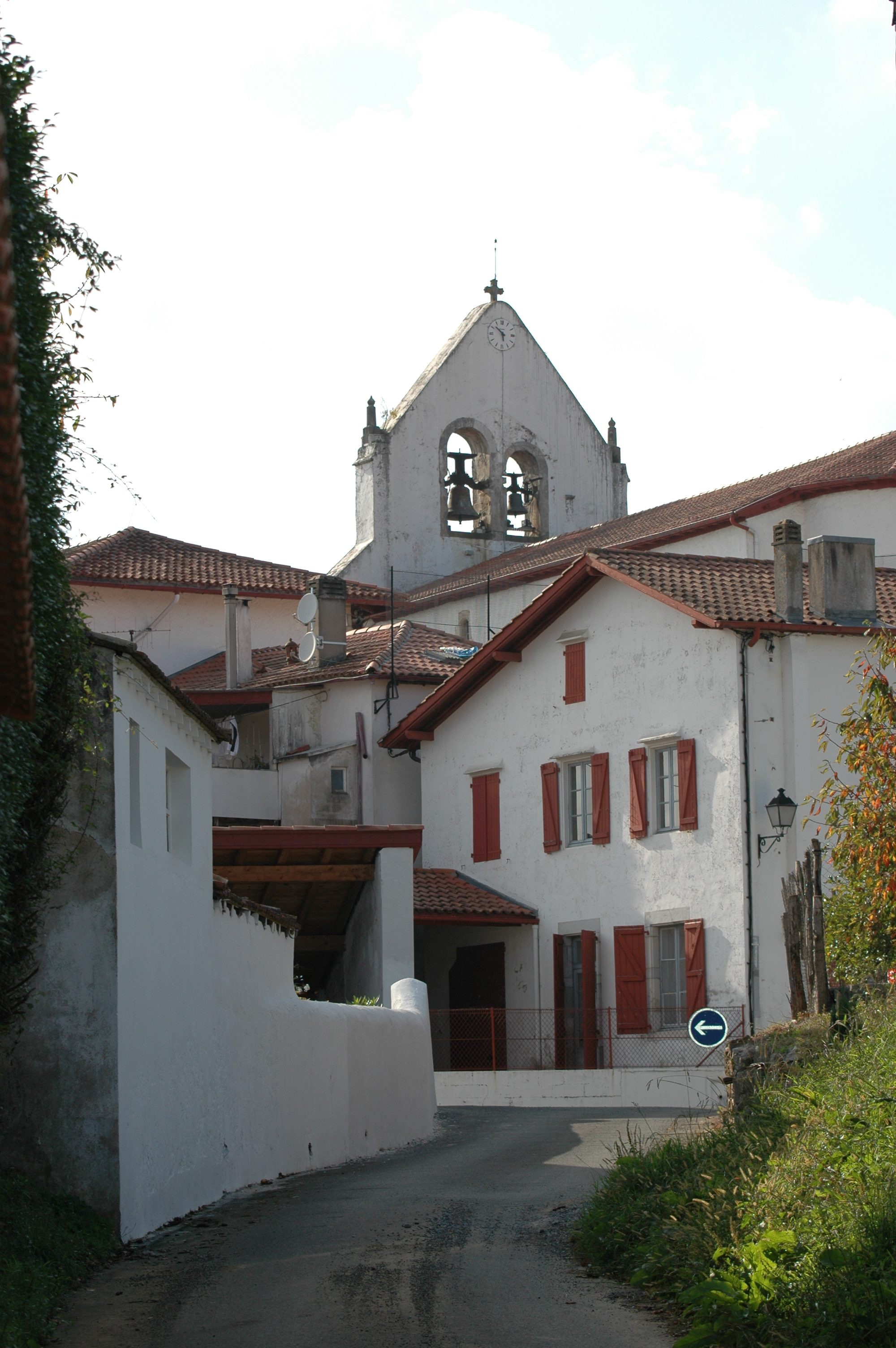
Ahetze, Saint-Martin
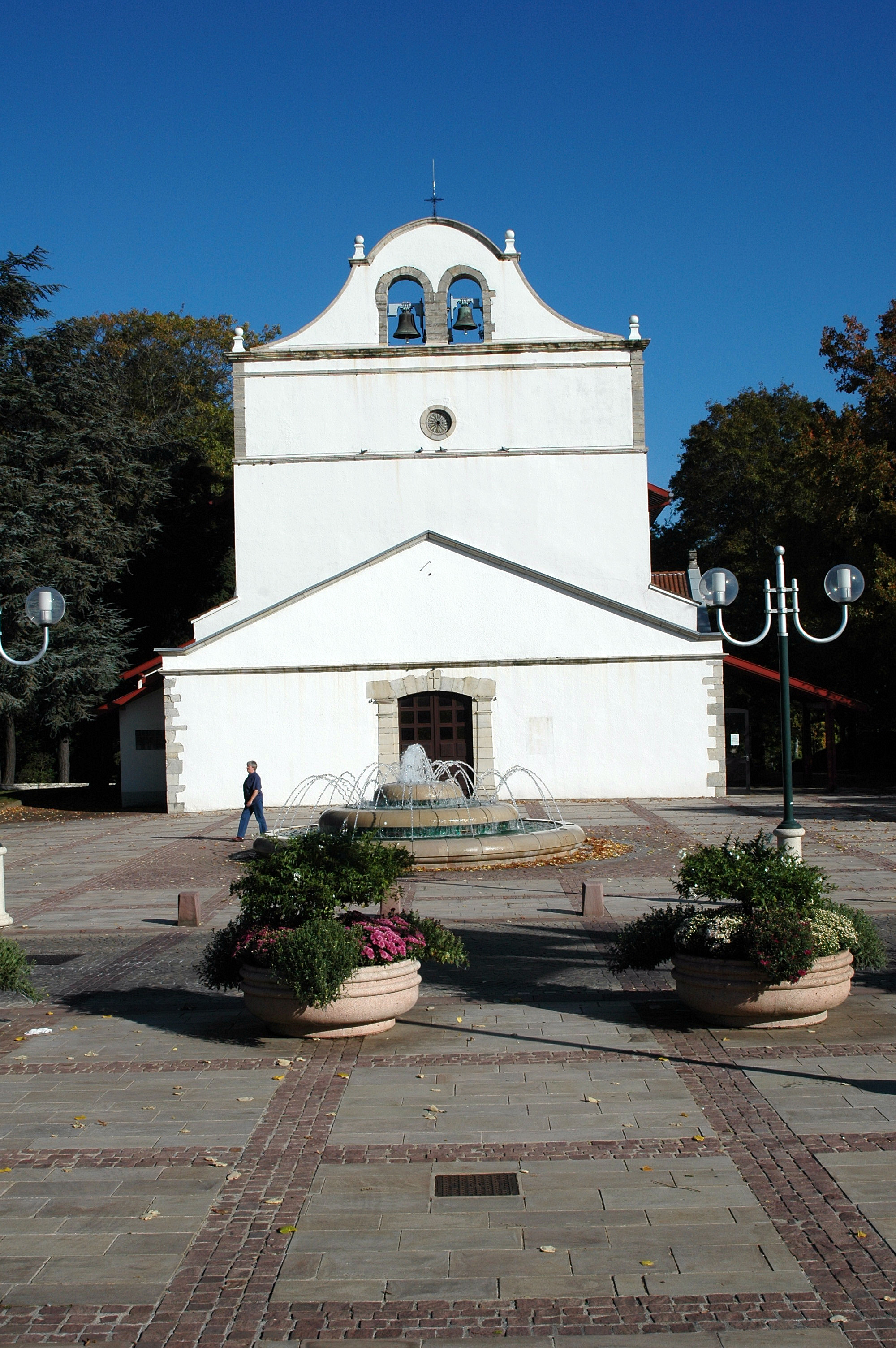
Anglet, Saint-Léon
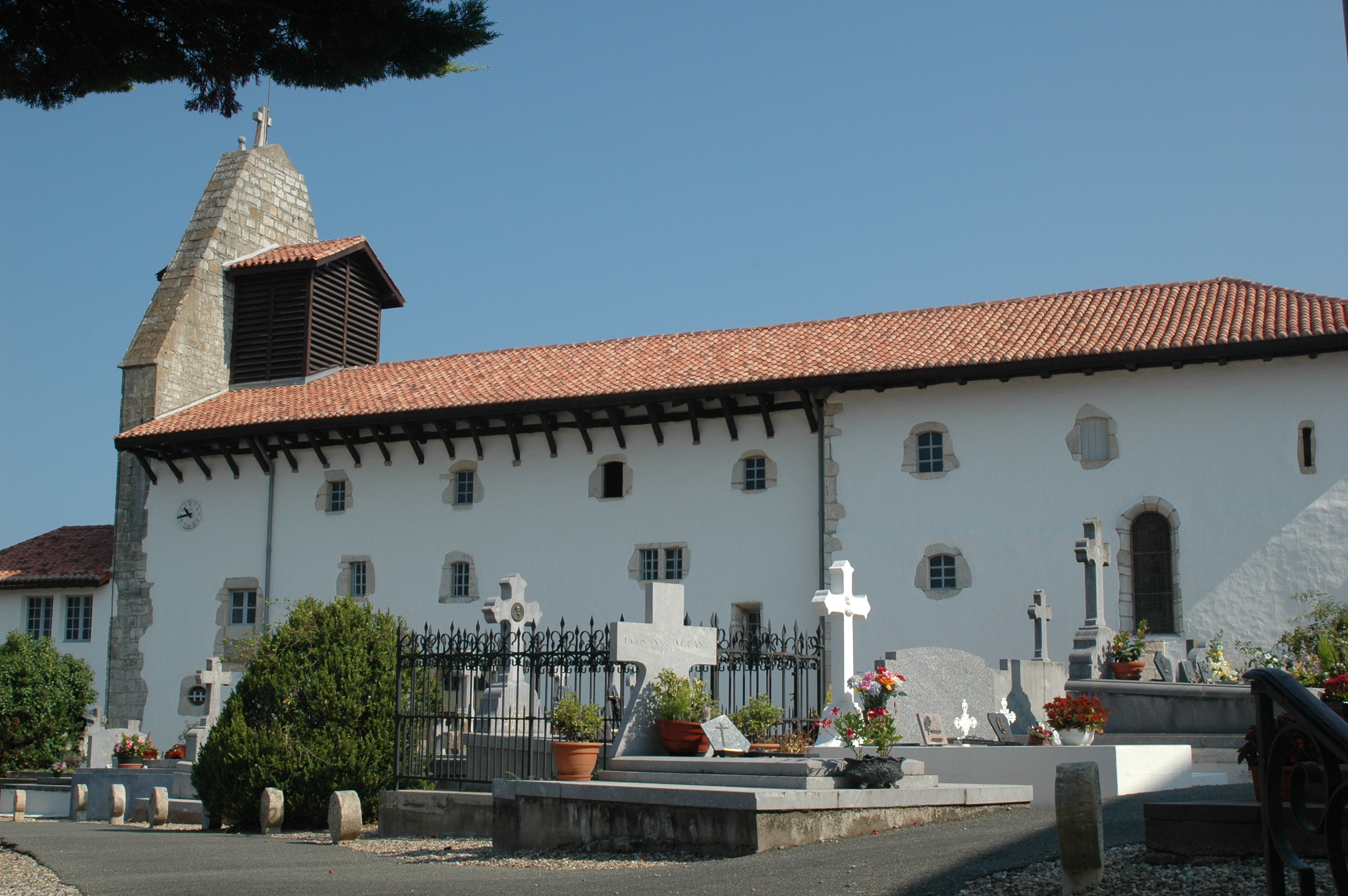
Arbonne
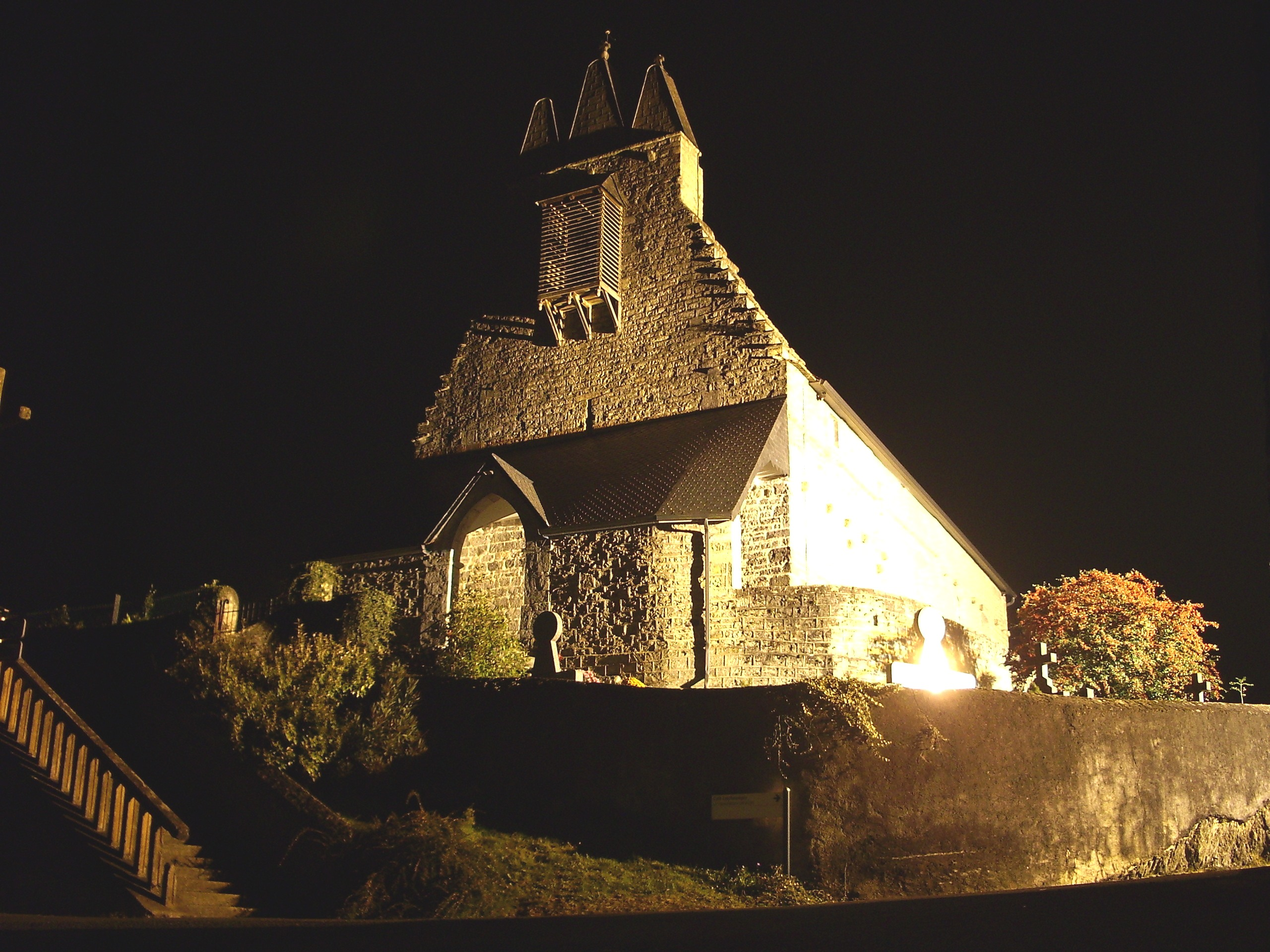
Aussurucq (clocher trinitaire)
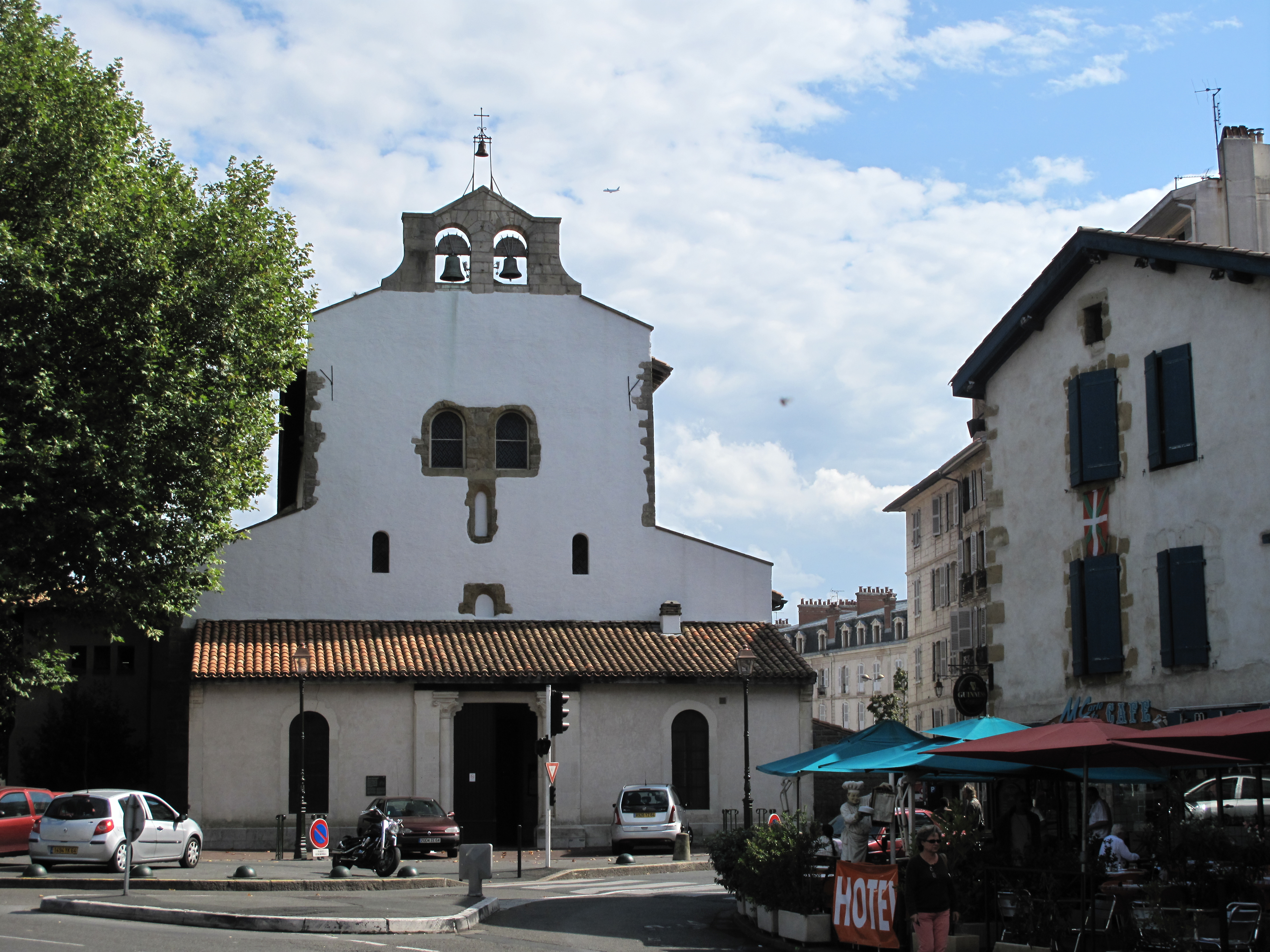
Bayonne.
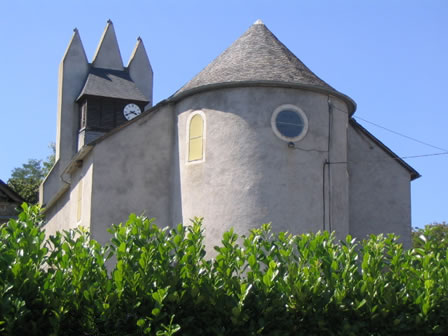
Berrogain (clocher trinitaire)
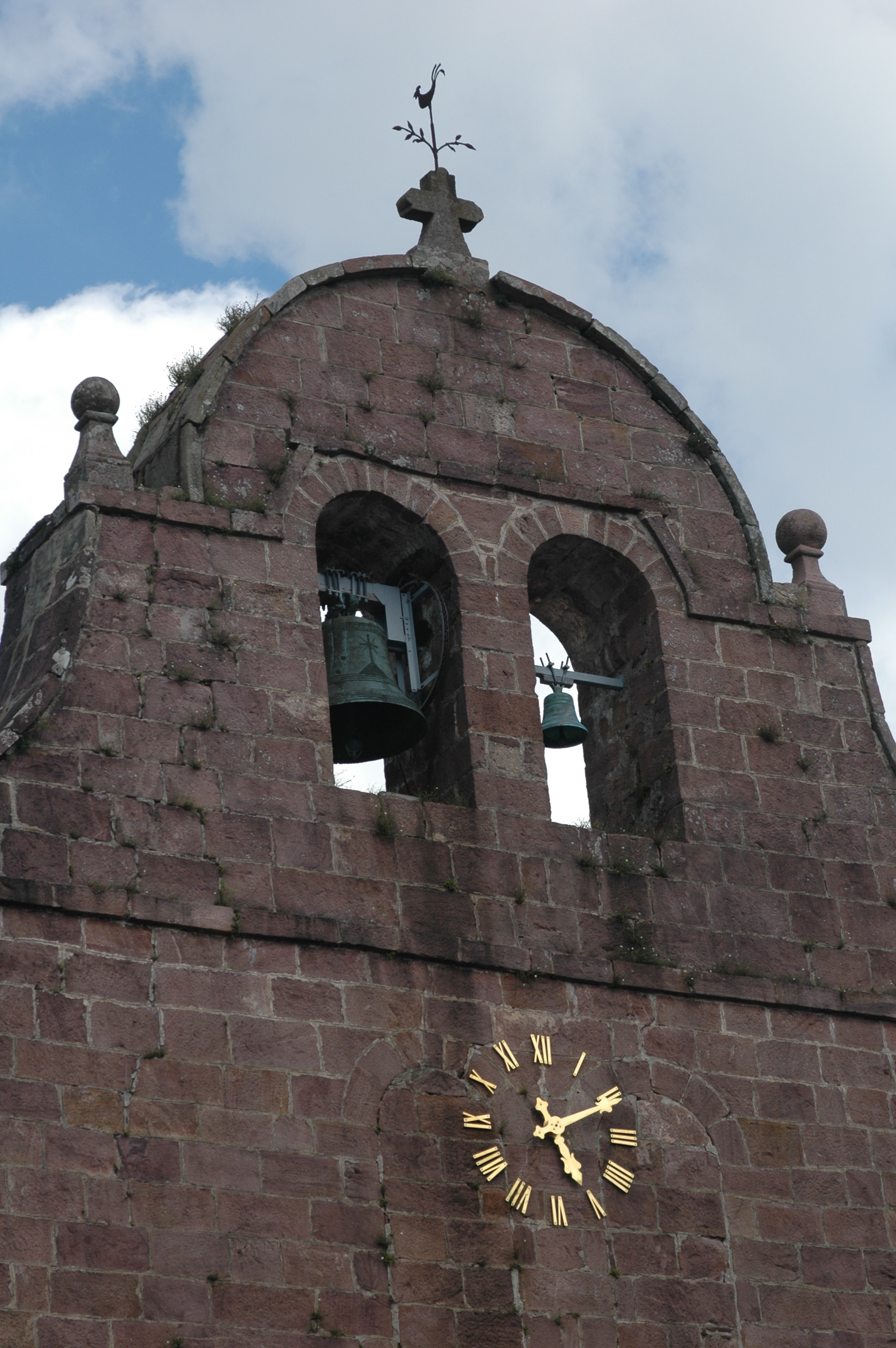
Bidarray
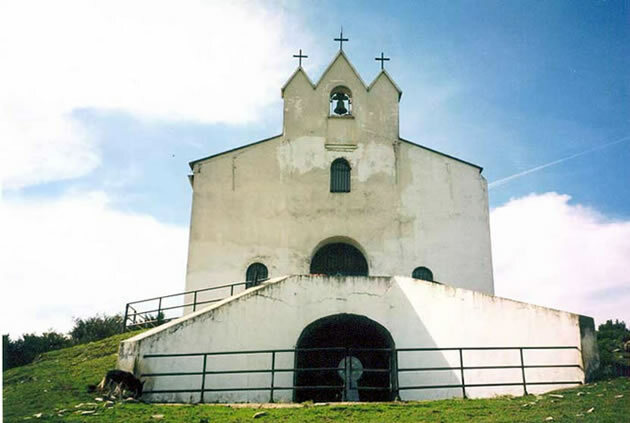
Col d'Osquich, chapelle Saint-Antoine (clocher trinitaire)
Gotein-Libarrenx (clocher trinitaire)
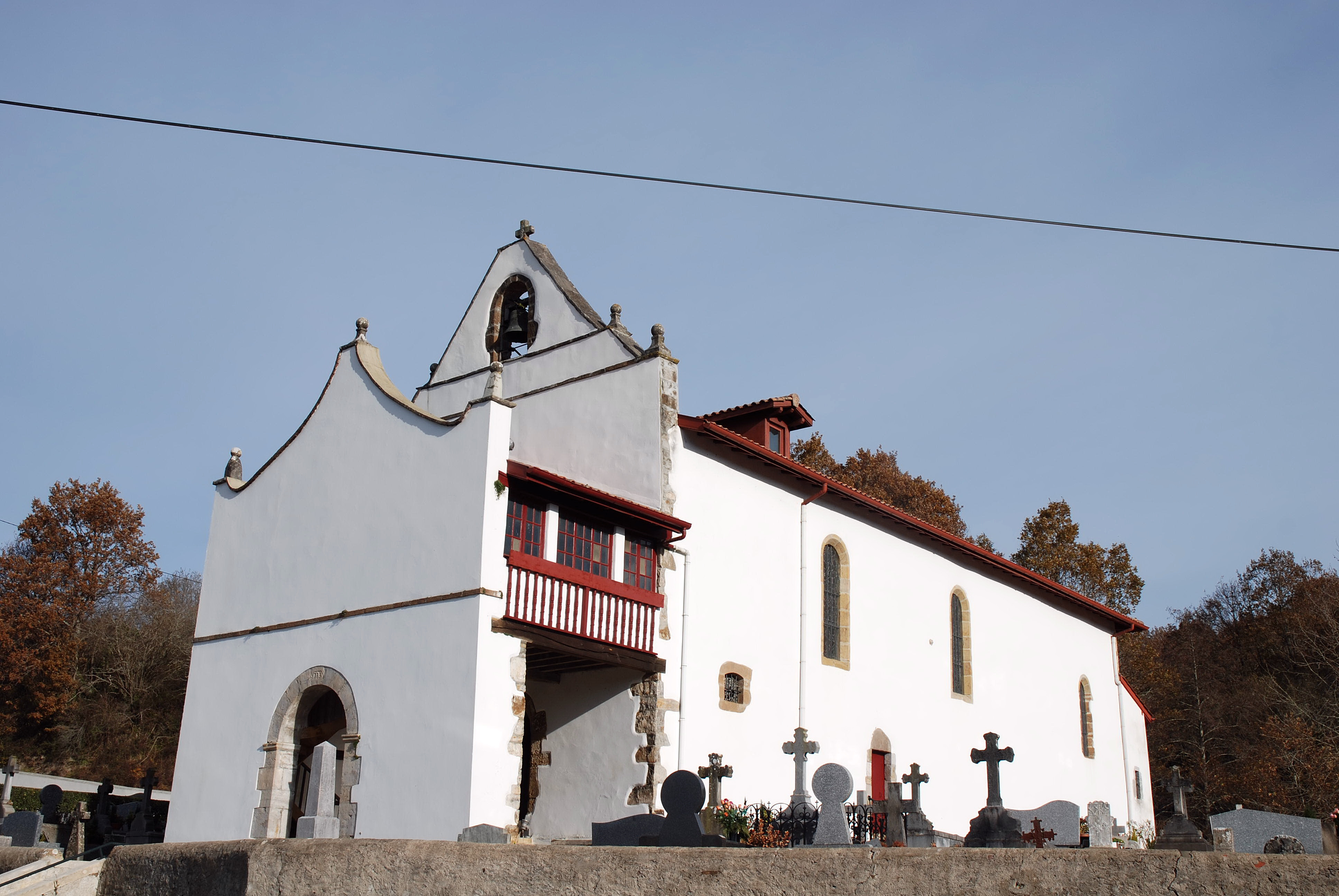
Halsou
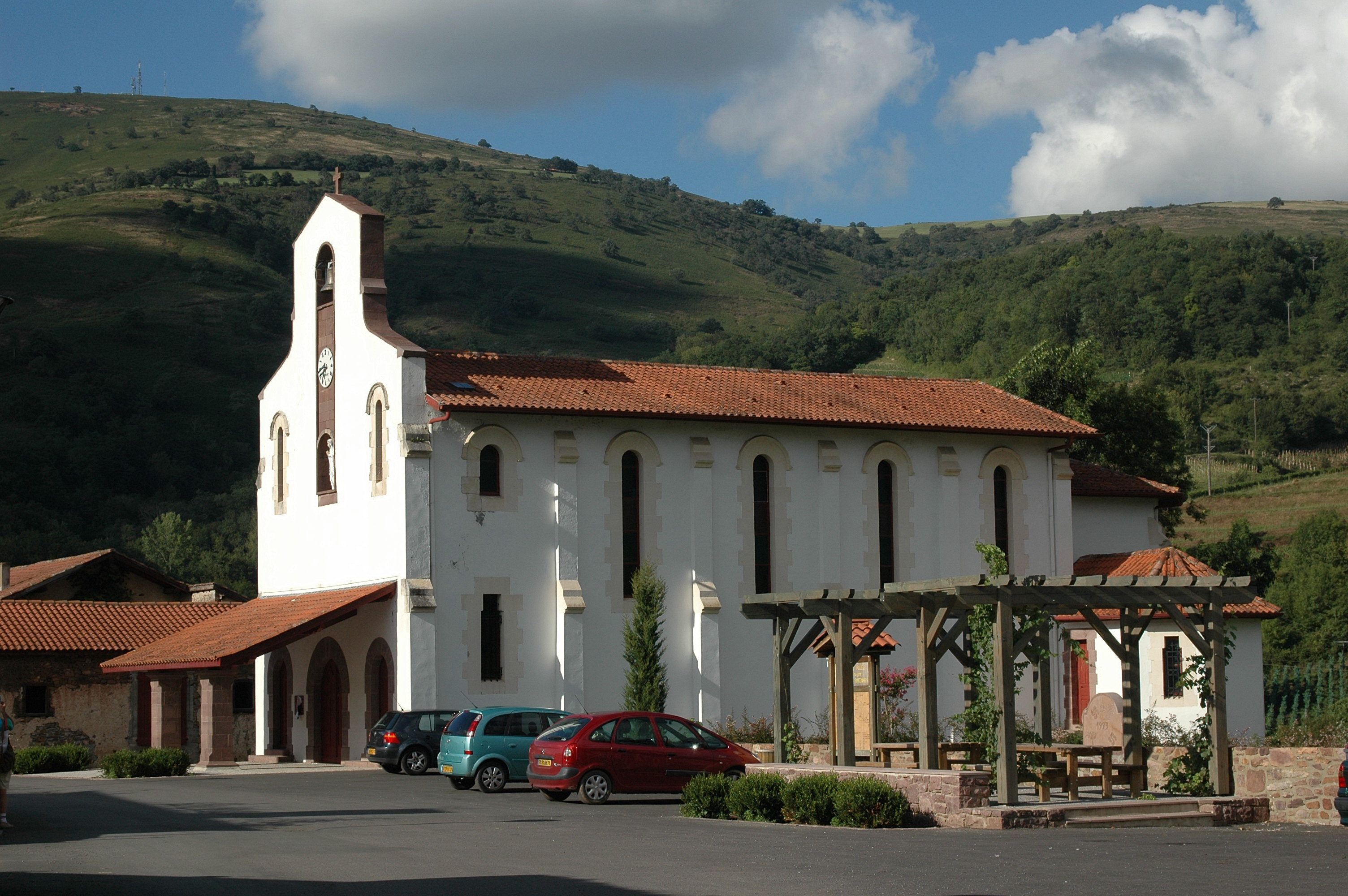
Irouléguy
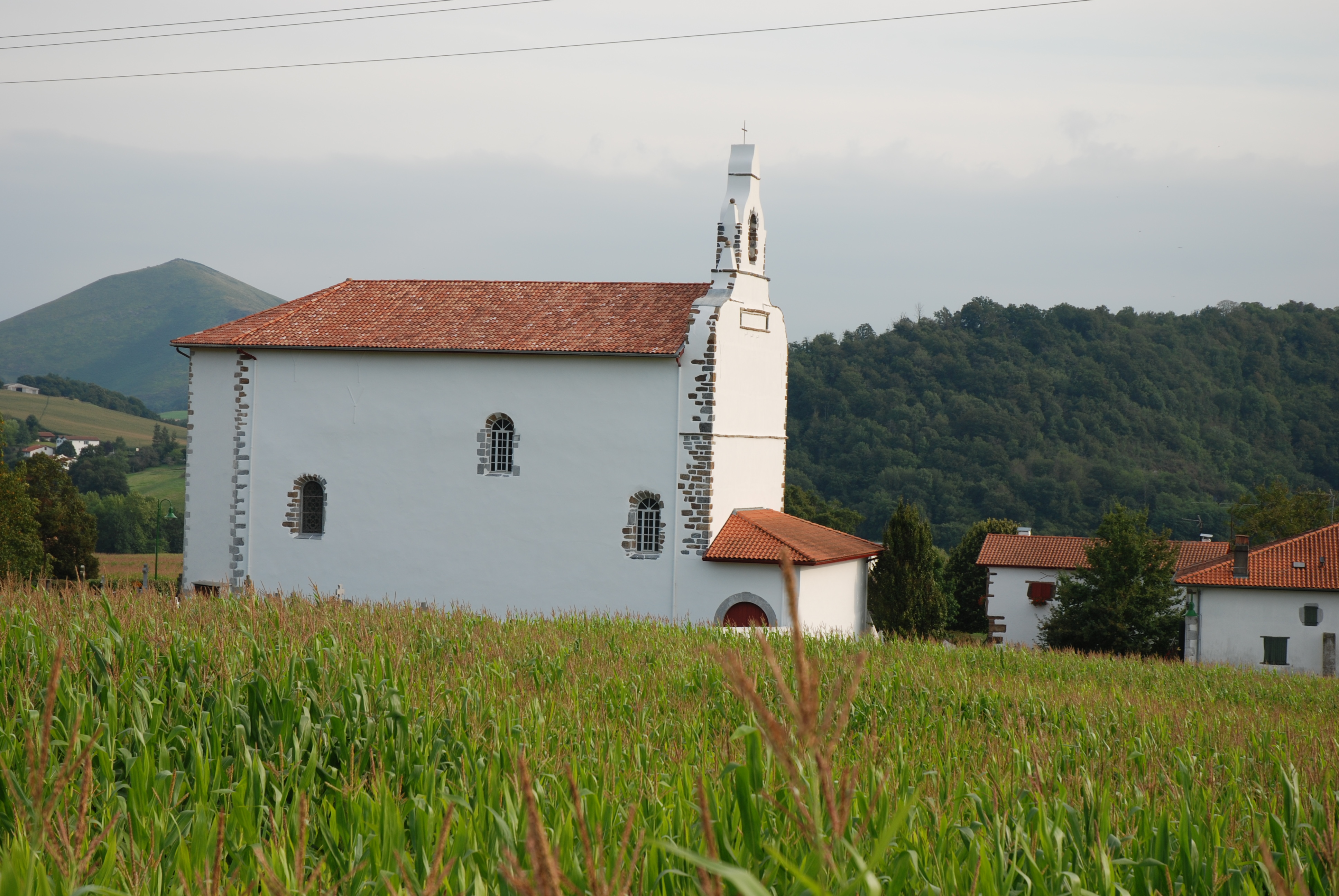
Isturits
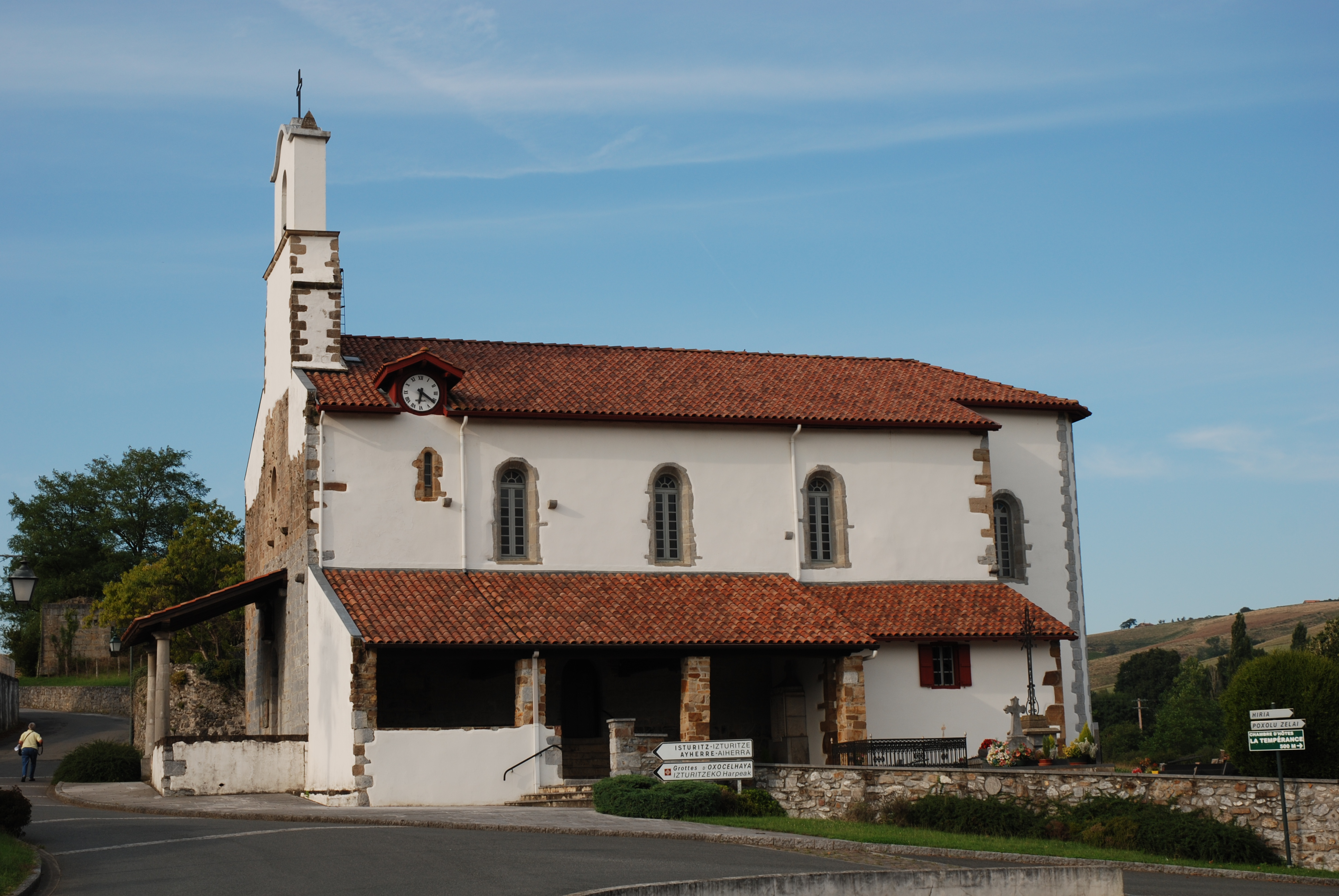
Saint-Martin d'Arberoue
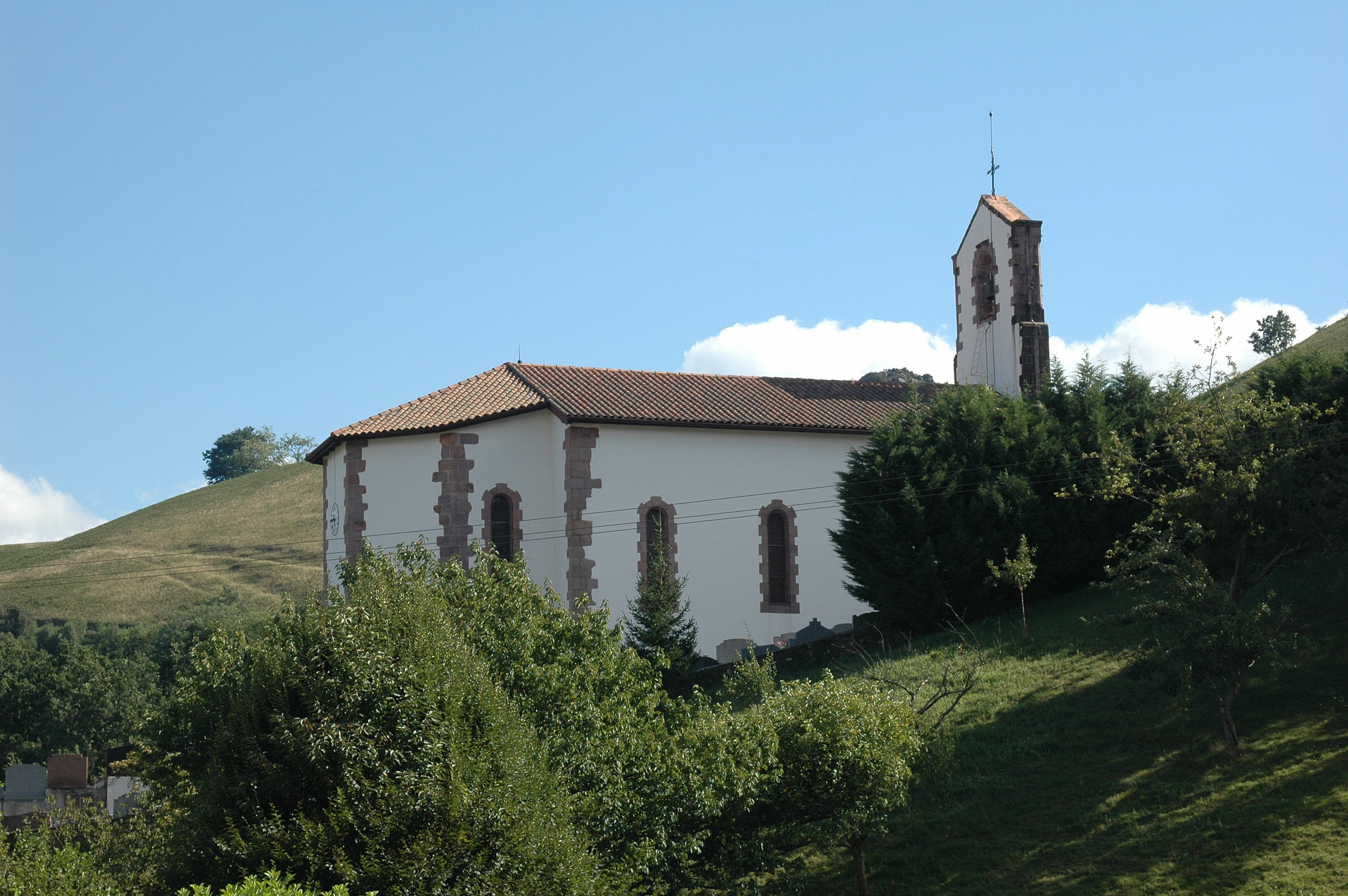
Saint-Martin d'Arrossa
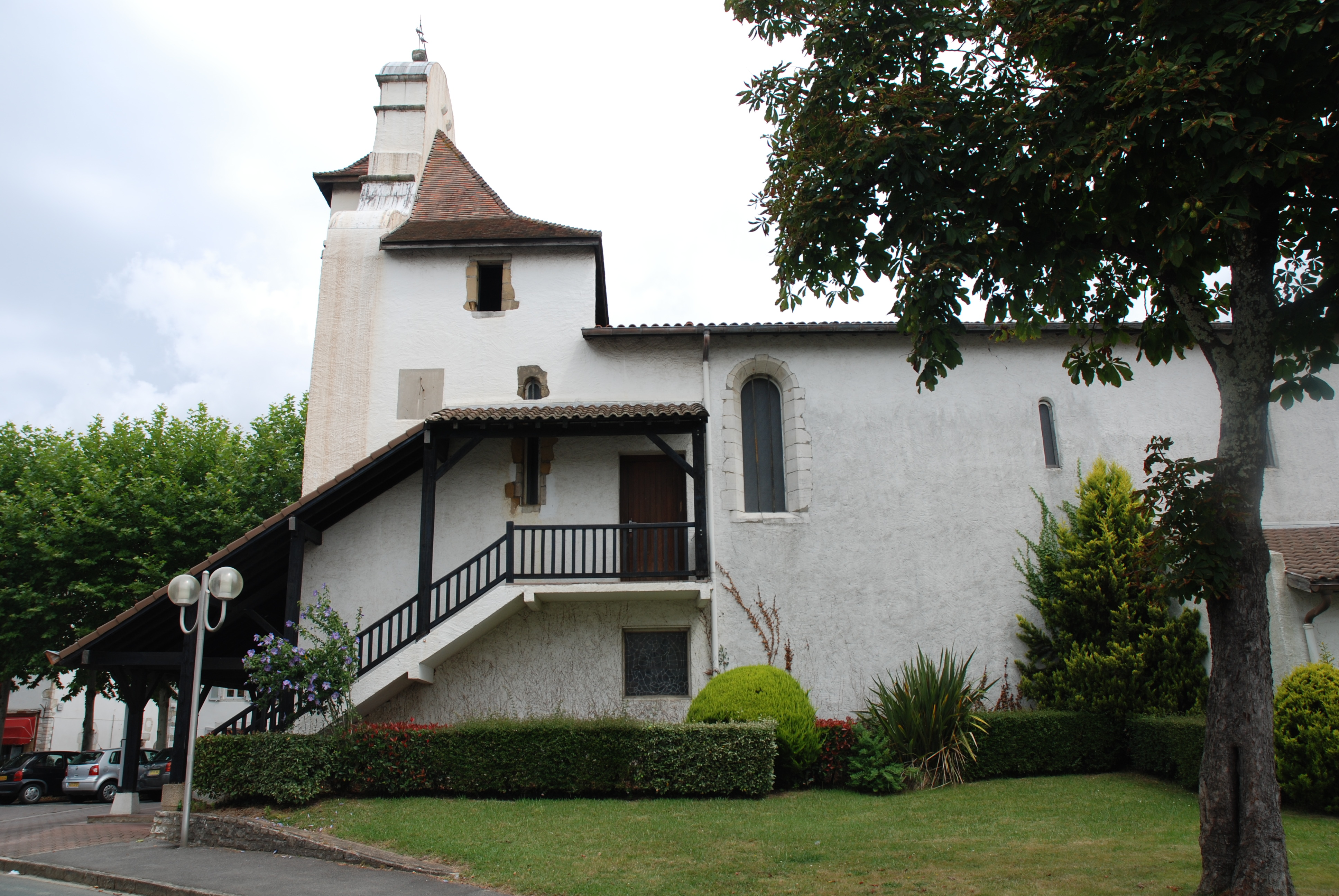
Urt
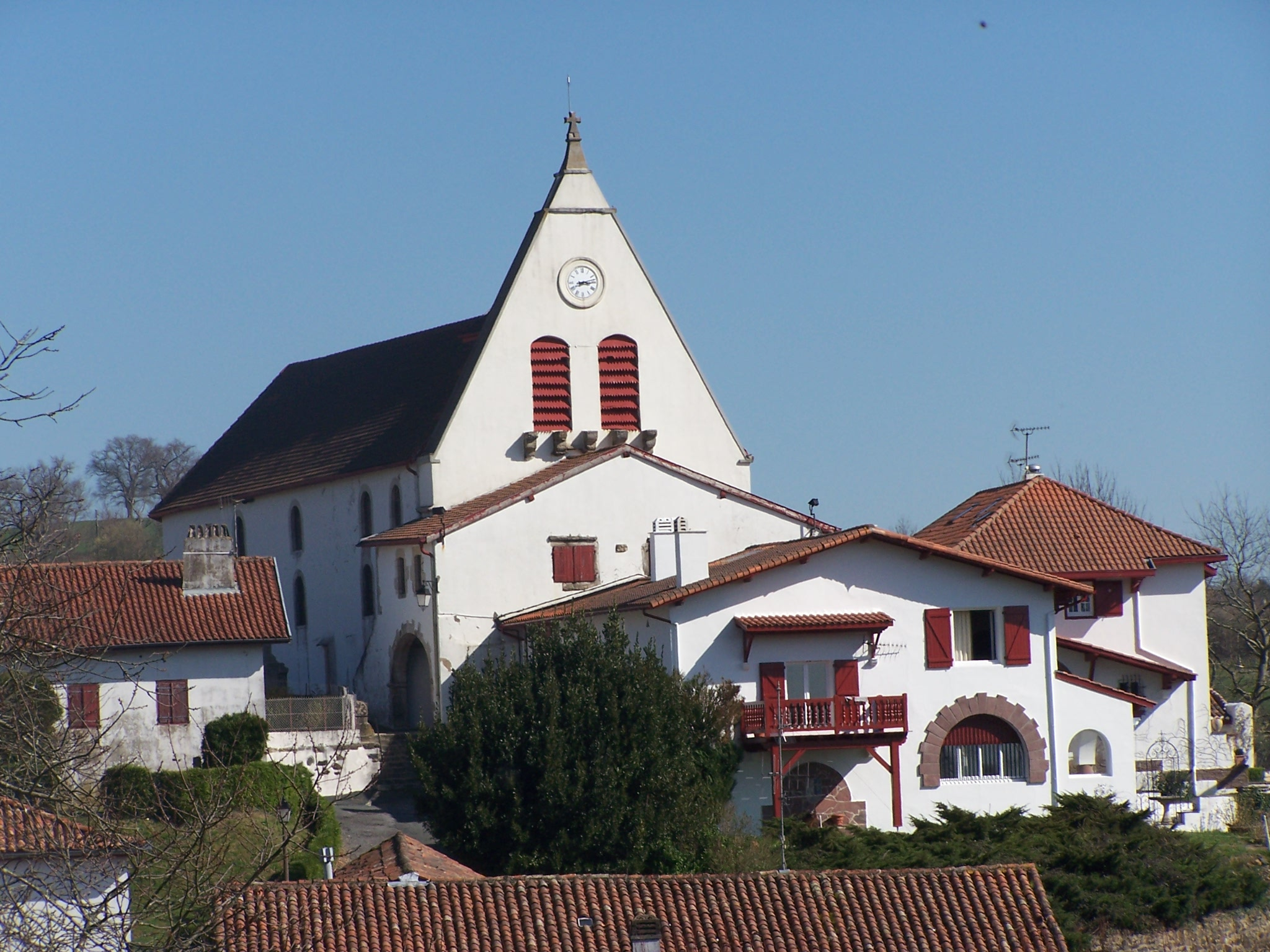
Villefranque

- Agnos, clocher trinitaire
- Ahetze, église Saint-Martin
- Anglet
- Arbonne
- Arrast
- Aussurucq
- Bayonne, église du Saint-Esprit.
- Berrogain-Laruns, clocher trinitaire
- Bidarray
- Charritte-de-Bas
- Col d'Osquich, chapelle Saint-Antoine, clocher trinitaire
- Espès-Undurein
- Gotein-Libarrenx, clocher trinitaire
- Halsou
- Idaux-Mendy
- Irouléguy
- Isturits
- Moncayolle
- Saint-Martin-d'Arberoue
- Saint-Martin-d'Arrossa
- Urt
- Viellenave-de-Navarrenx
- Villefranque
- Viodos